# كأس إنترتوتو 2008
كأس إنترتوتو 2008 هو موسم من كأس إنترتوتو. أقيم خلال الفترة 21 يونيو 2008 وحتى 27 يوليو 2008، وشارك فيه  50 فريقاً، وفاز فيه سبورتينغ براغا. فاز بجائزة أفضل هداف في الدوري دميتري كيريتشينكو، بإجمالي 5 هدف

## ترتيب الهدافين
| اللاعب               | النادي            | عدد الأهداف |
| -------------------- | ----------------- | ----------- |
| نادي ساتورن رامنسكوي | دميتري كيريتشينكو | 5           |